# Jairam Ramesh
Pour les articles homonymes, voir Ramesh.
Jairam Ramesh, né le 9 avril 1954 à Chikmagalur dans le Karnataka, est un homme politique indien, ministre du Développement rural de l'Inde du 13 juillet 2011 au 26 mai 2014.

## Biographie
Jairam Ramesh est né en 1954, à Chikmagalur, Karnataka. Diplômé du Massachusetts Institute of Technology en 1978, il travaille pour la Banque mondiale avant de revenir en 1979 en Inde, au ministère de l'Industrie. Membre du Parti du Congrès, Jairam Ramesh est conseiller du Premier ministre Vishwanath Pratap Singh en 1991, puis de Sonia Gandhi.
2002 : vice-président du Karnataka. 
2009 : ministre de l'Environnement et des Forêts de l'Inde dans le gouvernement de Manmohan Singh.

## Action politique
Jairam Ramesh se distingue par des prises de décisions courageuses pour la défense des populations locales et pour la protection de l'environnement face aux pressions des groupes miniers industriels.
En décembre 2010, le ministère de l'Environnement a refusé l'autorisation d'exploitation de 203 mines de charbon, localisées dans des zones forestières protégées. Il s'oppose au groupe britannique Vedanta Resources, dont le projet minier conduisait à l'expropriation ds populations Dongria Kondh dans l'Orissa.
Néanmoins, soucieux de préserver le développement économique, Jairam Ramesh a autorisé le projet de centrale nucléaire de Jaitapur.
En 2017, il est invité d'honneur lors du lancement du livre Interconnected: Embracing Life in Our Global Society par le karmapa Orgyen Trinley Dorje, dont il loue la réalisation.